# Rättighet
Rättighet är ett begrepp som används både inom filosofin och juridiken. 
Man brukar skilja mellan ”naturliga” och ”konventionella” rättigheter. De naturliga betraktas då som givna av "sunt förnuft" eller någon sorts metafysisk högre instans och de konventionella är de hävdvunna rättigheter, som av vissa filosofer antas utgå från dessa naturliga rättigheter.
I Sverige har den etablerade åsikten inom den akademiska världen, påverkad av bland annat Uppsalaskolan, varit att inga preexisterande rättigheter finns, det vill säga att till exempel äganderätten inte finns. Det som finns är vissa rättigheter som skapats av lagstiftning eller hävd eller avtal och som erkänns av rättsordningen och därför kan genomdrivas med hjälp av myndigheter som domstol, kronofogdemyndighet och polis. Begreppet "rättighet" är alltså ett funktionsbegrepp som betecknar det som lagstiftning och rättsordningen för stunden erkänner som rättighet.
Äganderätt enligt rättsordningen är ett samlingsbegrepp för en knippe befogenheter såsom att sälja, ge bort, pantsätta eller leja (hyra) ut det man äger. Någon fullständig absolut äganderätt på så sätt att ägaren kan göra vad han eller hon vill med den existerar inte.

## Juridiska rättigheter som en typ av egendom
Vissa former av egendom kallas för rättigheter. De utmärker sig genom att de utgörs av rättigheter som man på grund av lagstiftning eller andra rättsregler har mot någon annan. Säljarens krav på att köparen skall betala priset för en köpt vara är till exempel en rättighet. Ägaren till en aktie kan hävda en ur aktieinnehavet härledd rätt att till exempel vid likvidation av bolaget få sig tillskiftad andel av bolagets återstående tillgångar. Andra exempel är immateriella rättigheter (som upphovs- och patenträtt) och krav på underhållsbidrag. Det förtjänar att påpekas att rättigheten i sig inte verkar med automatik utan i allmänhet fordras att den som har rättigheten också bevakar den, som till exempel vid anspråk på laglott fordras att arvingen också begär jämkning enligt 7 kap 3 § ärvdabalken.
Redan romarna uttryckte detta i satsen "Vigilantibus et non dormientibus serviunt leges", vilket på svenska är än mer pregnant uttryckt i satsen "Rättigheter äro till för de vakna".

## Negativa och positiva rättigheter
Inom politiken talar man ibland om negativa och positiva rättigheter. Med en negativ rättighet menas att man har rätt att slippa något (till exempel att bli dödad, misshandlad, bestulen). En negativ rättighet kräver ingen aktiv handling från någon annan, den kräver enbart att andra avstår från att göra något. En positiv rättighet är en rätt att få något (till exempel mat, boende, utbildning). En positiv rättighet kräver en aktiv handling från någon annan.